# Keele Peak
Keele Peak v Yukonu v Kanadě je nejvyšší vrchol v pohoří Mackenzie s nadmořskou výškou 2 972 metrů. S prominencí 2 177 metrů se řadí mezi nejvýznamnější kanadské vrcholy. Nachází se nedaleko hranice se Severozápadním teritoriem.
Vrchol byl pojmenován podle Josepha Keeleho, průzkumníka a geologa, který se přestěhoval do Kanady ze svého rodného Irska.